# Orkdalsfjorden

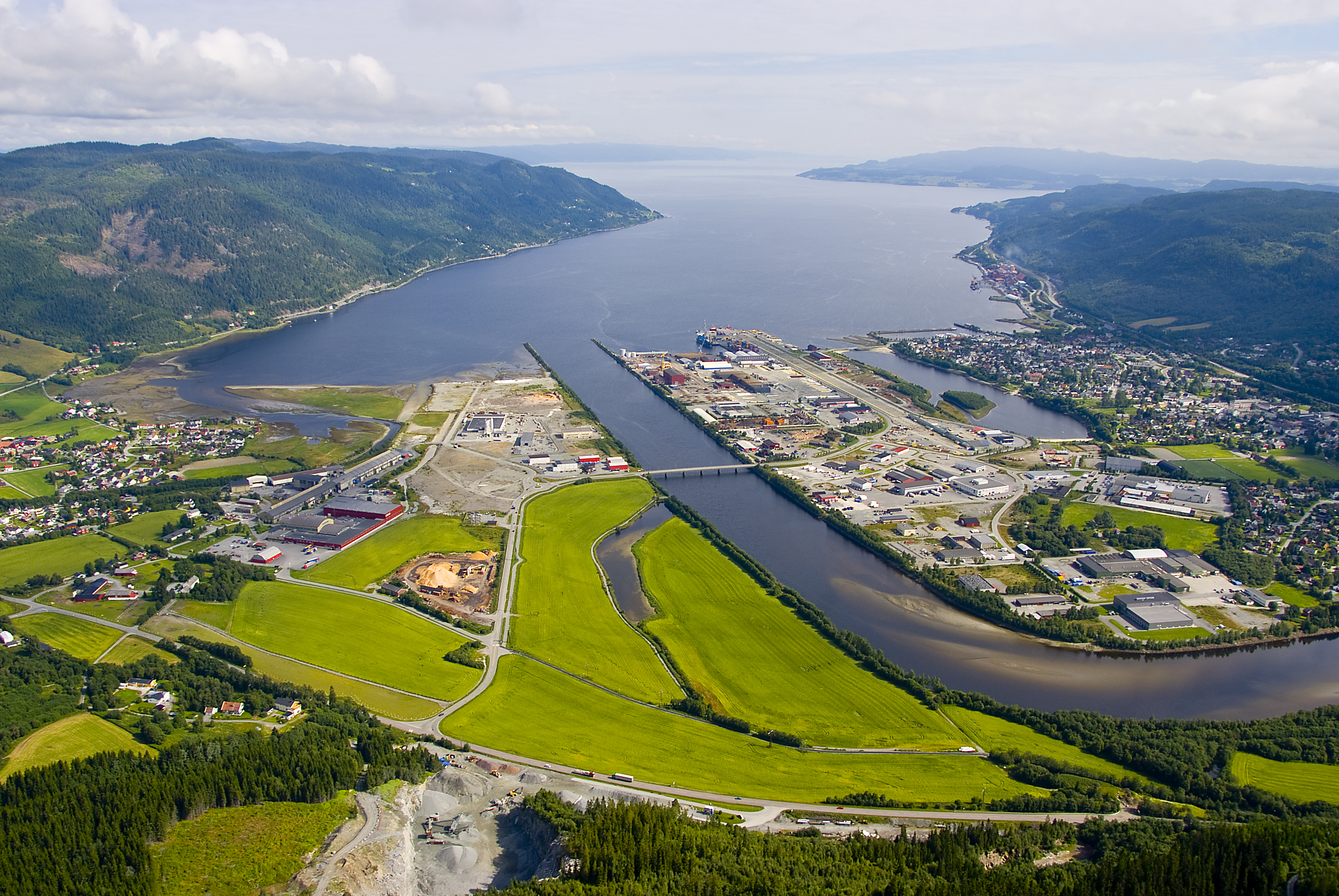
Orkdalsfjorden vid Orkanger.

Orkdalsfjorden är en sydlig fjordarm till Trondheimsfjorden, på gränsen mellan Orklands och Skauns kommuner i den sydvästra delen av Trøndelag fylke i mellersta Norge. Den möter den östligare fjordarmen Gaulosen och ansluter till den övriga Trondheimsfjorden vid en del av denna som kallas Korsfjorden. Längst inne vid Orkdalsfjorden, där älven Orkla har sin mynning, ligger staden Orkanger, centralorten i Orklands kommun.